# 小行星6075
小行星6075（英語：6075 Zajtsev）是一颗围绕太阳公转的小行星。1976年4月1日，尼古拉·切爾尼赫在克里米亚发现了此天体。
这颗小行星的绝对星等为150.7278478273713等。